# Jonas Joannis Wargskinn
Jonas Joannis Wargskinn, levde ännu 1605, var en svensk kyrkoherde i Åtvids församling.

## Biografi
Jonas Joannis Wargskinn blev 1588 kyrkoherde i Åtvids församling, Åtvids pastorat. Under den tiden skrev han under kläckeriets försegling på arvföreningen 7 mars 1590 och Uppsala mötes beslut 1593. Wargskinn avsattes som kyrkoherde i församlingen 1599 på grund av fattigdom och andra orsaker. Han blev 1600 komminister i Kälvestens församling. Wargskinn levde fortfaraden 1605.